# Varicorhinus platystomus
Varicorhinus platystomus (o Labeobarbus platystomus) es una especie de peces de la familia Cyprinidae en el orden de los Cypriniformes.

## Morfología
Los machos pueden llegar alcanzar los 21 cm de longitud total.

## Hábitat
Es un pez de agua dulce.

## Distribución geográfica
Se encuentra en Ruanda y el lago Tanganika.